# Josep II de Constantinoble

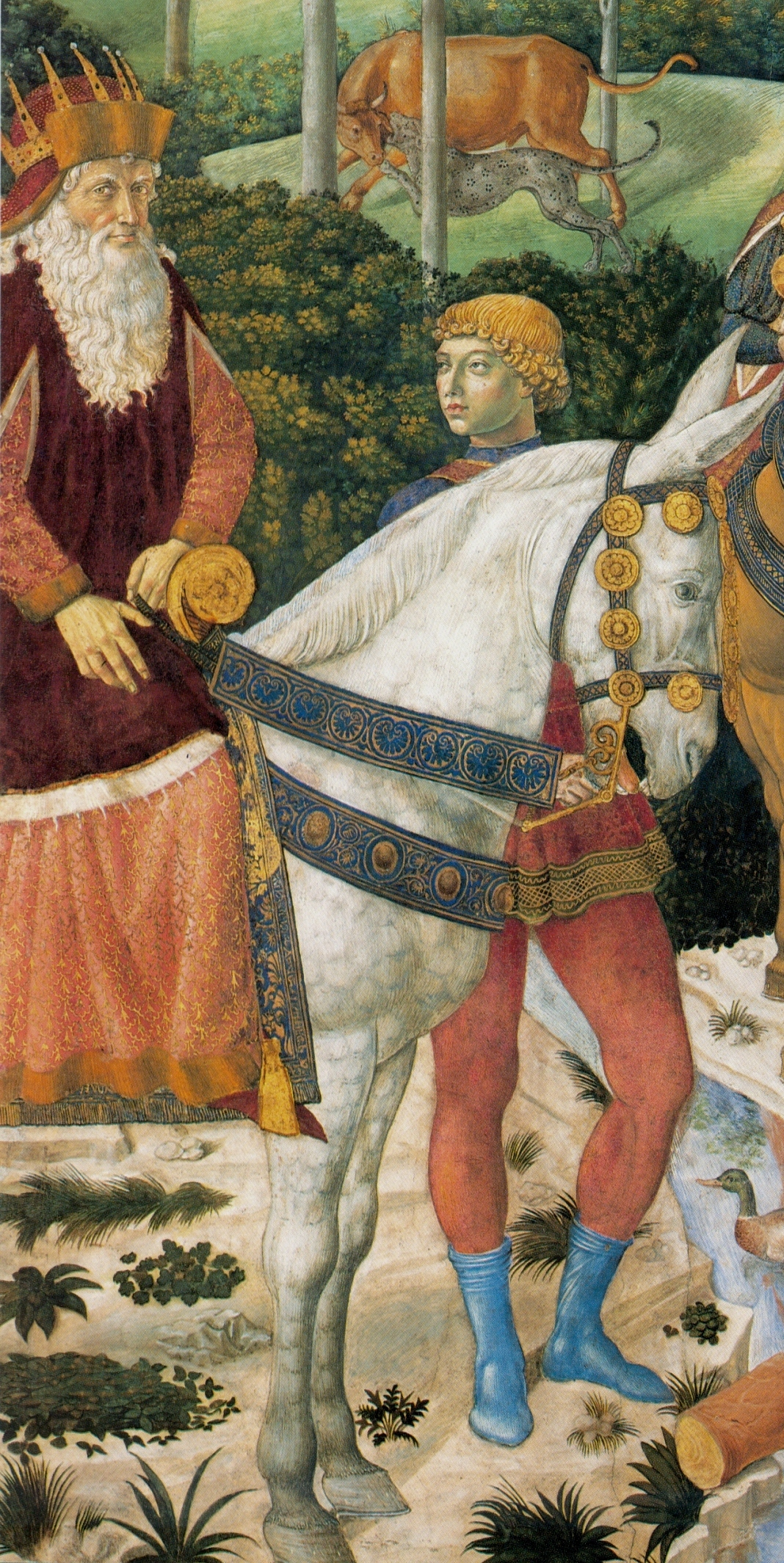
Imatge de Josep II de Constantinoble a la Capella dels Mags (Florència).

Josep II de Constantinoble (en grec medieval Ιωσήφ Β') va ser bisbe d'Efes i patriarca de Constantinoble entre els anys 1416 i 1439.
Era bisbe d'Efes abans de ser elegit patriarca. L'emperador Joan VIII Paleòleg (1425-1448) tenia molt d'interès en la unió de les dues esglésies per raons polítiques i el patriarca hi va donar suport, però volia fer el Concili a Constantinoble encara que finalment va acceptar que el concili es fes a Basilea el 1434 (Acta Concil. Basil. Sessio xix.). Els delegats de l'església grega van ser convidats pel papa per prendre el seu partit en el conflicte plantejat al concili i van decidir participar en el concili rival que es feia a Ferrara (1437) i que després va ser continuat a Florència. A aquest concili, anomenat Concili de Basilea, Ferrara i Florència, hi va assistir Josep II i va intentar evitar reconèixer la supremacia del Papa però va mostrar un clar suport a la unió. Al final del concili va caure malalt i es va veure forçat a subscriure els dogmes de l'església llatina en els punts de conflicte, que havien estat llegits per Bessarió i havia omès en la lectura alguns punts conflictius. Josep II probablement estava ben predisposat a la unió i va destituir els clergues que s'hi oposaven.
Va morir a Florència al final del concili, abans que se signés cap acord per la unió, el 10 de juny de 1439 i el va succeir Metròfanes II.
Va escriure Epistola ad Concilium Busiliense i Bulla plumbea missa Concilio Basiliensi, i a més a més la seva sentencia (Γνώμη, Sententia) al concili i la Τελευταῖα γνώμη, Extrema Sententia, escrita la nit de la seva mort.